# Tipula noveboracensis
Tipula noveboracensis är en tvåvingeart som beskrevs av Alexander 1919. Tipula noveboracensis ingår i släktet Tipula och familjen storharkrankar. Inga underarter finns listade i Catalogue of Life.